# A través de Lausana
L'A través de Lausana (en francès À travers Lausanne) fou una cursa ciclista en carretera professional que es disputà per les carreteres del voltant de Lausana, Suïssa, entre 1940 i 1949, 1967 i 1980 i entre 1996 i 2001.
Joop Zoetemelk, amb cinc victòries, és el ciclista que més vegades l'ha guanyat.

## Palmarès
| Any     | Vencedor            | Segon                | Tercer                  |
| ------- | ------------------- | -------------------- | ----------------------- |
| 1940    | Ferdi Kübler        | Emile Vaucher        | Robert Lang             |
| 1941    | Ferdi Kübler        | Ernest Kuhn          | Hans Knecht             |
| 1942    | Ferdi Kübler        | Kurt Zaugg           | Alfred Vock             |
| 1943    | Hans Knecht         | Alfred Vock          | Ernest Kuhn             |
| 1944    | Louis Garzoli       | Gottfried Weilenmann | Alberto Boffa           |
| 1945    | Ferdi Kübler        | Gottfried Weilenmann | Fermo Camellini         |
| 1946    | Fermo Camellini     | Paul Giacomini       | Jean de Gribaldy        |
| 1947    | Fausto Coppi        | Fermo Camellini      | Fritz Schär             |
| 1948    | Jean Robic          | Paul Giacomini       | Jean de Gribaldy        |
| 1949    | Fritz Schär         | Jean de Gribaldy     | Lucien Lazarides        |
| 1950-66 | no disputada        | no disputada         | no disputada            |
| 1967    | Raymond Poulidor    | Eddy Merckx          | Julio Jiménez           |
| 1968    | Eddy Merckx         | Felice Gimondi       | Raymond Poulidor        |
| 1969    | Herman Van Springel | Martin Vandenbossche | Franco Bitossi          |
| 1970    | Eddy Merckx         | Raymond Poulidor     | Gianni Motta            |
| 1971    | Luis Ocaña          | Eddy Merckx          | Joaquim Agostinho       |
| 1972    | Eddy Merckx         | Bernard Thévenet     | Joop Zoetemelk          |
| 1973    | Eddy Merckx         | Felice Gimondi       | Raymond Poulidor        |
| 1974    | Giuseppe Perletto   | Felice Gimondi       | Wladimiro Panizza       |
| 1975    | Joop Zoetemelk      | Eddy Merckx          | Giuseppe Perletto       |
| 1976    | Joop Zoetemelk      | Bernard Thévenet     | Willi Lienhard          |
| 1977    | Joop Zoetemelk      | Johan De Muynck      | Bernard Thévenet        |
| 1978    | Joop Zoetemelk      | Bernard Hinault      | Giuseppe Perletto       |
| 1979    | Joop Zoetemelk      | Gottfried Schmutz    | Bernard Hinault         |
| 1980    | Gottfried Schmutz   | Stefan Mutter        | Gilbert Duclos-Lassalle |
| 1981-95 | no disputada        | no disputada         | no disputada            |
| 1996    | Tony Rominger       | Oscar Camenzind      | Laurent Dufaux          |
| 1997    | Laurent Dufaux      | Marco Pantani        | Beat Zberg              |
| 1998    | Marco Pantani       | Bobby Julich         | Pascal Richard          |
| 1999    | Alex Zülle          | Laurent Dufaux       | Stefano Garzelli        |
| 2000    | Daniel Schnider     | Oscar Camenzind      | Laurent Dufaux          |
| 2001    | Cadel Evans         | José Luis Rubiera    | Laurent Dufaux          |